# Голубов, Дмитрий Сергеевич
Дмитрий Сергеевич Голубов (род. 24 июня 1985, Ставрополь) — российский футболист, нападающий.

## Карьера
Карьеру начал в «Уралане», но не сыграв ни одного матча за клуб, перешёл в камышинский «Текстильщик». В 2005 году перешёл в «Москву». В новом клубе дебютировал 16 октября 2005 года в матче против «Крыльев Советов» и забил гол в концовке встречи. В 2006 году на правах аренды выступал за московское «Торпедо». В 2008 году был отдан в годичную аренду ульяновской «Волге». С 2009 по 2011 год выступал за калининградскую «Балтику», дебютировал 28 марта в домашнем матче против новороссийского «Черноморца». Первый гол забил 2 июня в матче против липецкого «Металлурга», который в итоге оказался победным. В том сезоне отличился за «Балтику» 8-ю голами. В сезоне 2010 стал лучшим бомбардиром клуба, забив 15 мячей. Перед вторым кругом первенства ФНЛ 2011/12 перешёл в брянское «Динамо», где выдал голевую серию, забив 11 мячей в 9 матчах подряд.
В июне 2012 года перешёл в «Аланию». В 2013 году перешёл в ФК «Уфа». 18 мая 2014 года в первом стыковом матче за право выступления в Премьер-лиге сделал покер в ворота «Томи», забив мячи на 4-й (с пен.), 10-й, 24-й и 61-й минутах. «Уфа» победила дома со счётом 5:1 и практически обеспечила себе первый в истории выход в высший дивизион российского футбола. В ответном матче в Томске «Уфа» уступила со счётом 1:3 (единственный гол гостей в первом тайме забил Голубов) и по сумме двух матчей вышла в премьер-лигу.
В июле 2015 года был отдан в аренду в «Томь». Дебютировал в составе томского клуба 20 июля 2015 года в матче с «Байкалом».
Завершил профессиональную карьеру в казахстанском «Актобе», проведя два матча и забив один гол.
Затем — игрок любительских клубов УОР (Ставрополь) (2017), «Труженик» Архангельское (2017), «СтавропольАгроСоюз» Ивановское (2018), «Электроавтоматика» Ставрополь (2019).